# Carsten Jensen

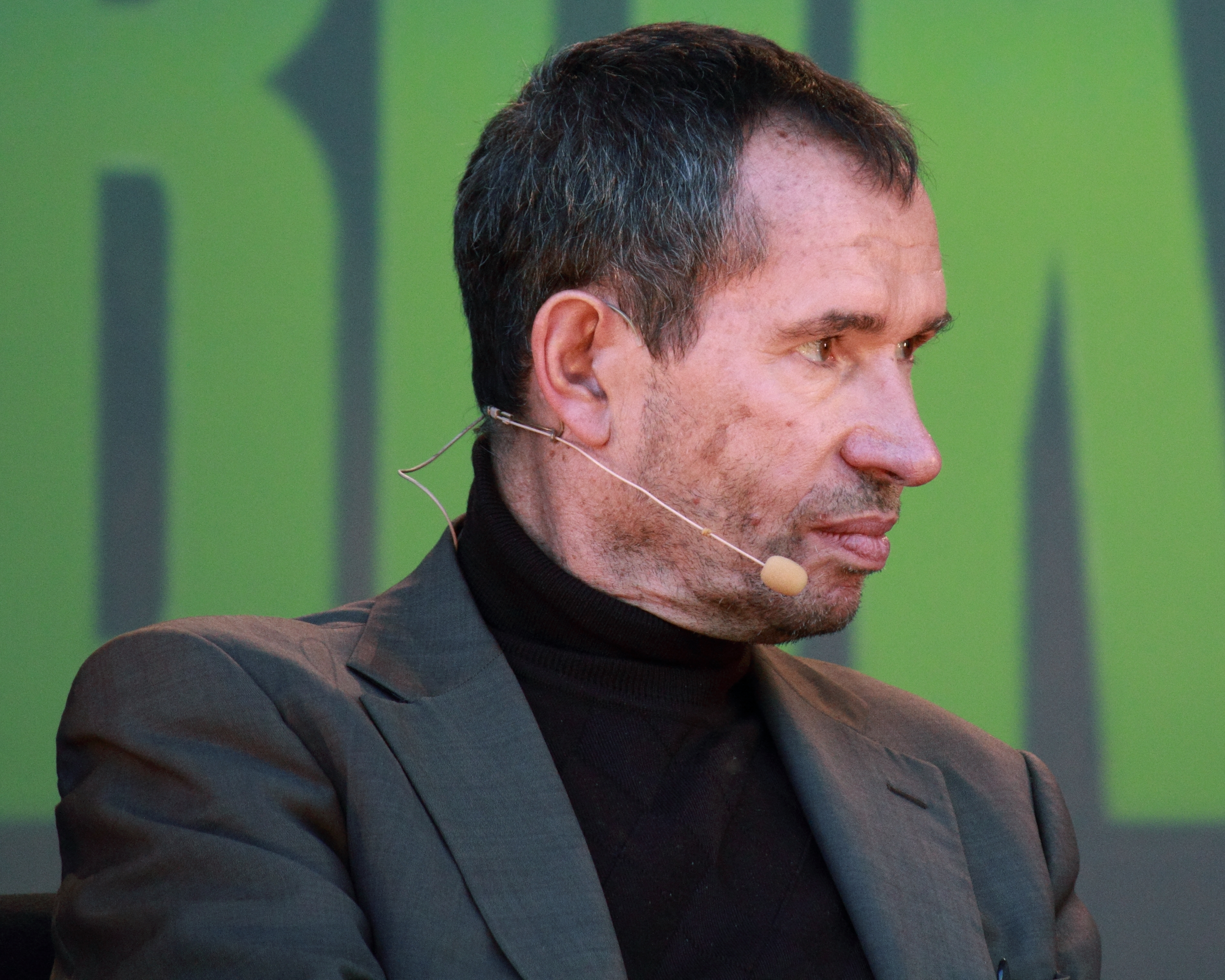
Carsten Jensen (2010)

Carsten Jensen (* 24. Juli 1952 in Marstal auf Ærø) ist ein dänischer Schriftsteller und Professor für Kulturanalyse an der Humanistischen Fakultät der Süddänischen Universität (SDU). Er verfasste Romane, Reiseerzählungen und Essays. Sein bisher erfolgreichster Roman ist das 2006 erschienene Werk Vi, de druknede, das auf Deutsch unter dem Titel Wir Ertrunkenen herausgegeben wurde. In Dänemark war der Roman mit 120.000 verkauften Exemplaren ein überragender Erfolg. Er wurde mit zahlreichen Preisen ausgezeichnet und bislang in 10 Sprachen übersetzt. Erzählt wird darin stellvertretend für die Geschichte des modernen Dänemark die Geschichte seiner Geburtsstadt Marstal.

## Leben
Nach seinem Magisterabschluss 1981 in Literaturwissenschaften an der  Københavns Universitet mit einer Abhandlung über Hans Kirk unter dem Titel Folkelighed og utopi wurde Carsten Jensen in den 1980er-Jahren durch etliche gesellschaftskritische Essays und Reportagen für verschiedene dänische Zeitungen wie Politiken, Dagbladet Information, Ekstra Bladet und Jyllands-Posten bekannt. Von 1985 bis 1990 war er Redakteur der Zeitschrift Fretag. Seit 2001 lehrt er Kulturanalyse an der SDU.
Jensen erhielt mehrere Auszeichnungen, darunter 1993 den Georg-Brandes-Preis für seine Essaysammlung Forsømmelsernes bog und 1997 De Gyldne Laurbær des dänischen Buchhandels für seine Reiseberichte. 2007 wurde er mit dem DR Romanpreis und dem Danske Banks Litteraturpris für Vi, de druknede, 2009 mit dem Olof-Palme-Preis und im April 2012 mit dem Søren-Gyldendal-Preis ausgezeichnet.
Jensen ist verheiratet und Vater einer Tochter.

## Bibliographie
- Salg, klasse og død, 1975
- Sjælen sidder i øjet, 1985
- På en mørkeræd klode, 1986
- Souvenirs fra 80'erne, 1988
- Kannibalernes nadver, 1988
- Jorden i munden, 1991
- Af en astmatisk kritikers bekendelser, 1992, Essaysammlung zum Bürgerkrieg in Ex-Jugoslawien
- Forsømmelsernes bog, 1993, Essaysammlung zum Bürgerkrieg in Ex-Jugoslawien
- Jeg har set verden begynde, 1996
- Jeg har hørt et stjerneskud, 1997
- År to & tre, 1999
- Oprøret mod tyngdeloven, 2001
- Jorden rundt (2003)
- Livet i Camp Eden (2004)
- Det glemte folk - en rejse i Burmas grænseland (2004)
- Vi, de druknede (2006), Roman (deutsch: Wir Ertrunkenen, 2008, ISBN 978-3-8135-0301-2)
- Sidste rejse (2007), Roman (deutsch: Rasmussens letzte Reise, Knaon us-Verlag, ISBN 978-3-8135-0331-9)
- Vi sejlede bare. Virkeligheden bag “Vi, de druknede” (2009).
- Den første sten. 2015.
  - deutsch von Ulrich Sonnenberg: Der erste Stein, Roman. Knaus, München 2017, ISBN 978-3-8135-0741-6.
- Krigen der aldrig ender. Reportager fra Afghanistan, zusammen mit Anders Hammer, 2016

## Preise und Auszeichnungen
- 1993: Georg-Brandes-Preis für Forsømmelsernes bog
- 1997: De Gyldne Laurbær für Jeg har set verden begynde
- 1999: Holbergmedaljen
- 2007: DR Romanpreis für Vi, de druknede
- 2007: Danske Banks Litteraturpris
- 2009: Olof-Palme-Preis
- 2012: Søren-Gyldendal-Preis
- 2018: Europapreis der Universität Flensburg